# Карсън (окръг, Тексас)
Вижте пояснителната страница за други значения на Карсън.
Карсън (на английски: Carson County) е окръг в щата Тексас, Съединени американски щати. Площта му е 2393 km², а населението - 6516 души (2000). Административен център е град Панхендъл.